# US Open 2010 (tennis)
De 130e editie van het Amerikaanse grandslamtoernooi, het US Open 2010, werd gehouden van 30 augustus tot en met 13 september 2010. Voor de vrouwen was het de 124e editie. Het toernooi werd gespeeld op het terrein van het USTA Billie Jean King National Tennis Center, gelegen in Flushing Meadows in het stadsdeel Queens in New York.

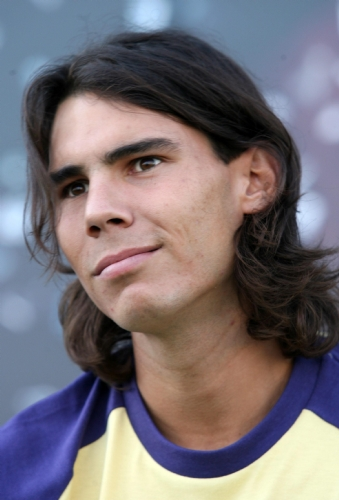
Rafael Nadal, winnaar van het toernooi bij de mannen.

## Enkelspel

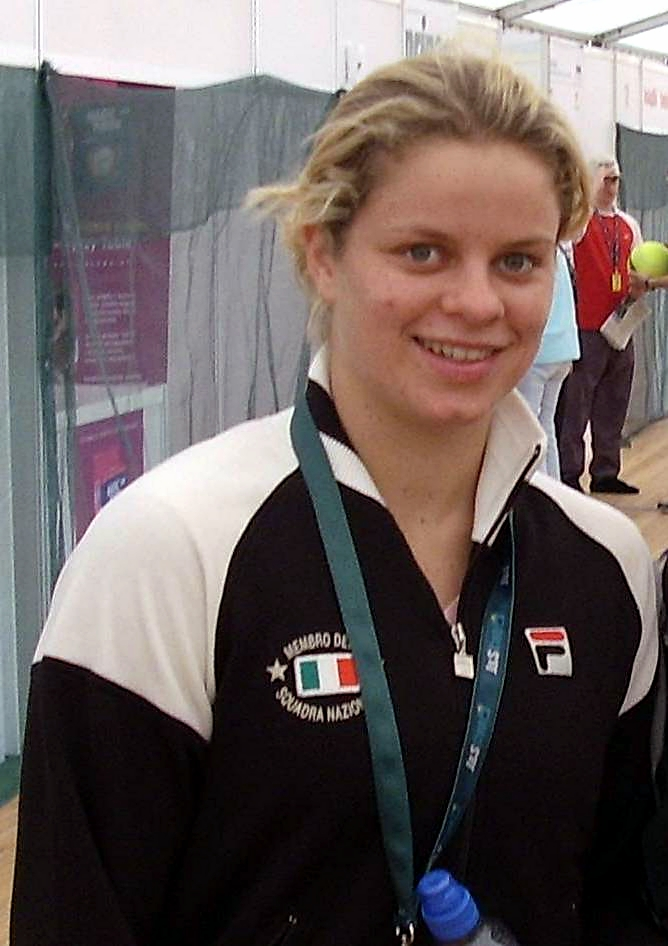
Kim Clijsters, winnares van het toernooi bij de vrouwen.

### Mannen
Titelhouder bij de heren was de Argentijn Juan Martín del Potro. Hij kon zijn titel niet verdedigen vanwege een blessure.
De finale, tussen de Spanjaard Rafael Nadal en de Serviër Novak Đoković, zou worden gespeeld op zondag 12 september 2010 maar werd wegens regen uitgesteld. Op maandag 13 september won Nadal de finale (die wegens regen ook nog eens twee uur onderbroken werd) met 6-4, 5-7, 6-4 en 6-2. Daarmee had hij alle vier grandslamtoernooien minstens eenmaal gewonnen (career slam).

### Vrouwen
Winnares bij de vrouwen in het enkelspel was Kim Clijsters. Zij won de titel voor de derde keer en verdedigde daarmee succesvol haar titel van vorig jaar. Ze versloeg in de finale de Russin Vera Zvonarjova in twee sets: 6-2 en 6-1.

## Dubbelspel
Mannendubbelspel

Finale: De Amerikanen Bob en Mike Bryan wonnen van Rohan Bopanna (India) en Aisam Qureshi (Pakistan) met 7-6 en 7-6.
Vrouwendubbelspel

Finale: Vania King (VS) en Jaroslava Sjvedova (Kazachstan) wonnen van Liezel Huber (VS) en Nadja Petrova (Rusland) met 2-6, 6-4 en 7-6.
Gemengd dubbelspel

Finale: De Amerikanen Liezel Huber en Bob Bryan wonnen van Květa Peschke (Tsjechië) en Aisam Qureshi (Pakistan) met 6-4 en 6-4.

## Belgische deelnemers
Er waren zes Belgische deelnemers, drie mannen en drie vrouwen.

### Enkelspel

#### Mannen
- Xavier Malisse
  - Eerste ronde verloren van Dudi Sela met 6-7, 5-7, 2-6.

- Olivier Rochus
  - Eerste ronde verloren van Janko Tipsarević met 6-4, 5-7, 6-7, 2-6.

- Kristof Vliegen
  - Eerste ronde verloren van James Blake met 3-6, 2-6, 4-6.

#### Vrouwen
- Kim Clijsters
  - Eerste ronde gewonnen van Gréta Arn met 6-0, 7-5.
  - Tweede ronde gewonnen van Sally Peers met 6-2, 6-1.
  - Derde ronde gewonnen van Petra Kvitová met 6-3, 6-0.
  - Vierde ronde gewonnen van Ana Ivanović met 6-2, 6-1.
  - Kwartfinale gewonnen van Samantha Stosur met 6-4, 7-5, 6-3.
  - Halve finale gewonnen van Venus Williams met 4-6, 7-6, 6-4.
  - Finale gewonnen van Vera Zvonarjova met 6-2, 6-1.

- Kirsten Flipkens
  - Eerste ronde verloren van Patty Schnyder met 1-6, 3-6.

- Yanina Wickmayer
  - Eerste ronde gewonnen van Alla Koedrjavtseva met 6-1, 6-2.
  - Tweede ronde gewonnen van Julia Görges met 6-4, 7-5.
  - Derde ronde gewonnen van Patty Schnyder met 7-6, 3-6, 6-7.
  - Vierde ronde verloren van Kaia Kanepi met 6-0, 6-7 1-6.

### Dubbelspel
Buiten het enkelspel deden Kirsten Flipkens en Yanina Wickmayer ook nog mee aan het dubbelspel.
Ook kwamen er nog vier mannen in actie.

#### Herendubbel
- Xavier Malisse samen met Olivier Rochus.
  - Eerste ronde verloren van Frederico Gil en Daniel Gimeno Traver met 4-6, 2-6.

- Dick Norman samen met zijn Zuid-Afrikaanse partner Wesley Moodie.
  - Eerste ronde gewonnen van Andrew Courtney en Michael Shabaz met 3-6, 4-6.
  - Tweede ronde gewonnen van David Marrero en Rubén Ramírez Hidalgo met 6-3, 3-6, 7-5.
  - Derde ronde gewonnen van Marcelo Melo en Bruno Soares met 6-2, 6-2.
  - Vierde ronde verloren van Rohan Bopanna en Aisam-ul-Haq Qureshi met 6-7, 5-7.

- Kristof Vliegen samenmet zijn Tsjechische parneter Jan Hájek.
  - Eerste ronde verloren van David Marrero en Rubén Ramírez Hidalgo met 3-6, 5-7.

#### Damesdubbel
- Kirsten Flipkens samen met haar Duitse partner Jasmin Wöhr.
  - Eerste ronde verloren van Sorana Cîrstea en Lucie Šafářová met 7-6, 0-6, 3-6.

- Yanina Wickmayer samen met haar Franse partner Aravane Rezaï.
  - Eerste ronde verloren van Aljona Bondarenko en Kateryna Bondarenko met 4-6, 1-6.

#### Gemengd dubbel
- Dick Norman met zijn Australische partner Rennae Stubbs
  - Eerste ronde verloren van Abigail Spears en Scott Lipsky met 6-7 (4-7), 6-7 (3-7)

## Nederlandse deelnemers

### Enkelspel
Er is één speler op de hoofdtabel.

#### Mannen
- Thiemo de Bakker
  - Eerste ronde gewonnen van Marc Gicquel met 6-4, 7-5, 6-2.
  - Tweede ronde gewonnen van Ivan Dodig met 6-7, 6-2, 6-3, 3-2 retired.
  - Derde ronde verloren van Robin Söderling met 2-6, 3-6, 3-6.

#### Vrouwen
Geen vrouwen op de hoofdtabel

### Dubbelspel
Er kwamen twee Nederlanders in actie.

#### Herendubbel
- Rogier Wassen samen met zijn Duitse partner Florian Mayer.
  - Eerste ronde gewonnen van Johan Brunström en T Parrott met 6-4, 6-1.
  - Tweede ronde gewonnen van Kevin Anderson en Victor Hănescu met walk-over.
  - Derde ronde verloren van Marcel Granollers en T Robredo met 3-6, 6-4, 1-6.

#### Vrouwendubbel
- Michaëlla Krajicek samen met haar Canadese partner Marie-Ève Pelletier.
  - Eerste ronde verloren van Monica Niculescu en Shahar Peer met 6-7, 4-6.

## Rolstoeltennis
Rolstoelmannenenkelspel

Finale: Shingo Kunieda (Japan) won van Nicolas Peifer (Frankrijk) teruggetrokken
Rolstoelmannendubbelspel

Finale: Maikel Scheffers (Nederland) en Ronald Vink (Nederland) wonnen van Nicolas Peifer (Frankrijk) en Jon Rydberg (VS) met 6-0, 6-0
Rolstoelvrouwenenkelspel

Finale: Esther Vergeer (Nederland) won van Daniela di Toro (Australië) met 6-0, 6-0
Rolstoelvrouwendubbelspel

Finale: Esther Vergeer (Nederland) en Sharon Walraven (Nederland) wonnen van Daniela Di Toro (Australië) en Aniek van Koot (Nederland) met 6-3, 6-3
Quad-enkelspel

Finale: David Wagner (VS) won van Peter Norfolk (VK) met 	6-0, 2-6, 6-3
Quad-dubbelspel

Finale: Nick Taylor (VS) en David Wagner (VS) wonnen van Johan Andersson (Zweden) en Peter Norfolk (VK) met 6−2, 7−6(5)

## Junioren
Meisjesenkelspel

Finale: Darja Gavrilova (Rusland) won van Joelija Poetintseva (Rusland) met 6-3, 6-2
Meisjesdubbelspel

Finale: Tímea Babos (Hongarije) en Sloane Stephens (VS) wonnen van An-Sophie Mestach (België) en Silvia Njirić (Kroatië) met walk-over
Jongensenkelspel

Finale: Jack Sock  (VS) won van Denis Kudla (VS) met 3-6, 6-2, 6-2
Jongensdubbelspel

Finale: Duilio Beretta (Peru) en Roberto Quiroz (Ecuador) wonnen van Oliver Golding (VK) en Jiří Veselý (Tsjechië) met 6-1, 7-5